# Bourne Wood
A Bourne Wood egy fenyvesekkel borított terület az angliai Surrey mellett lévő Farnham településen. Nevét a The Bourne nevű wardról kapta. Egy nagy kiterjedésű tisztás található a hegy fokán, amely jó kilátást biztosít a környező erdőségekre. Az erdőség jó része korábban pusztaság volt, de a 20. század során kereskedelmi fenyőültetvényeket telepítettek ide. A brit Királyi Társaság a Madarak Védelmében megvásárolta a terület egy részét, melynek egy részét visszaállította pusztasággá, hogy az itt élő állatoknak élőhelyet biztosítson a Farnham Heath Természetvédelmi Terület keretein belül. A vidéken lappantyú, erdei pacsirta, Dartford poszáta, mezei pacsirta és fürge gyík él.

## Filmkészítés

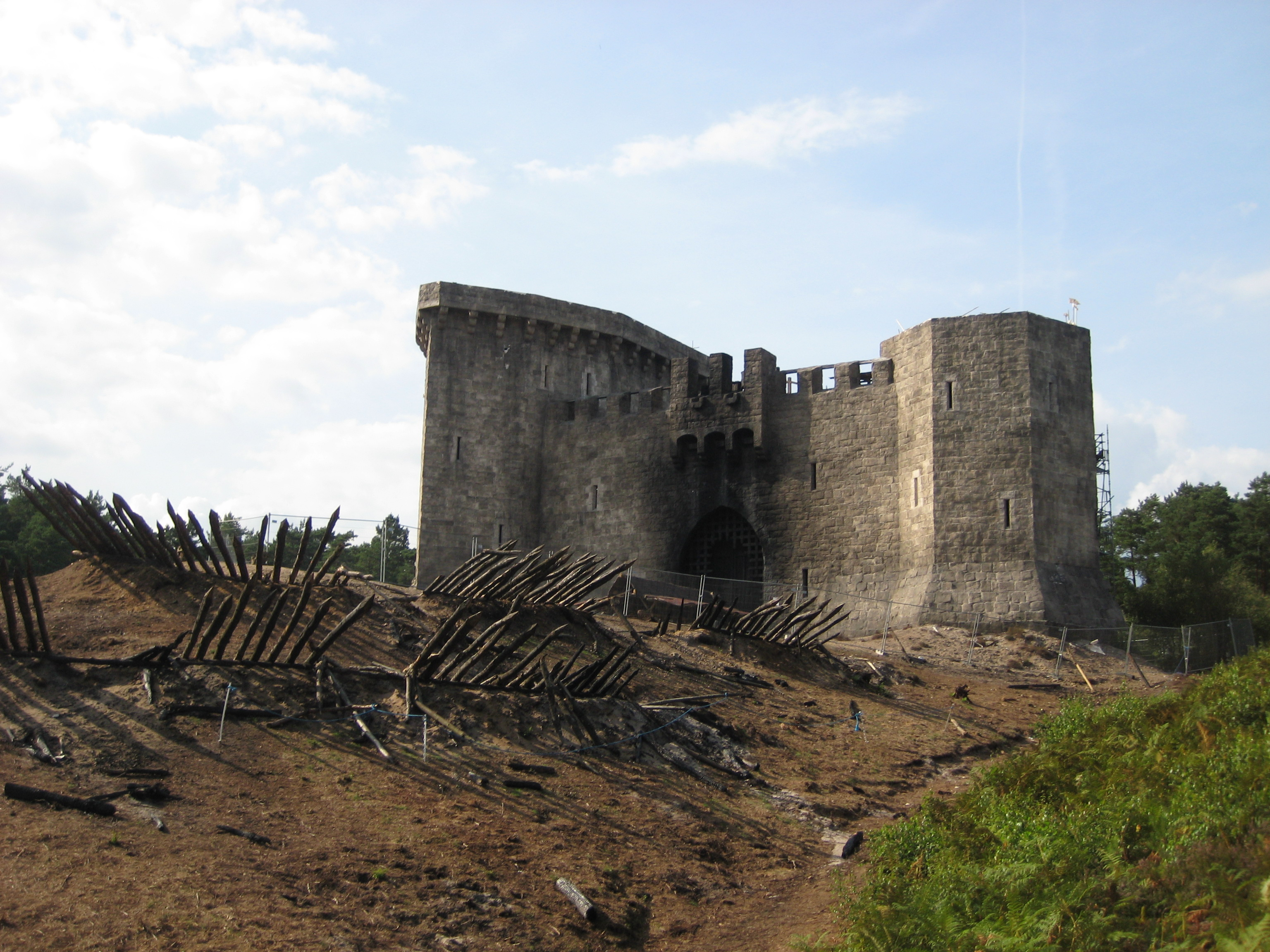
A Bourne Wood díszletkastélya a Robin Hood forgatása után

Az utóbbi években számos mozifilm számára biztosított megfelelő hátteret a vidék. Az egyik legjelentősebb ezek közül a Gladiátor című film csatajelenetének nyitó jelenete. Az itt forgatott filmek időrendi sorrendben eredeti, angol címükkel a következők:
- Gladiátor (2000)
- A síró ember (2000)
- Az elit alakulat (2001, minisorozat)
- Storm (2001, rövidfilm)
- The Scientist (2002, videóklip)
- Gladiatress (2004)
- Az ember gyermeke (2006)
- Az arany iránytű (2007)
- Tintaszív (2008)
- We Call Her Daisy (2008, rövidfilm)
- The Descent Part 2 (2009)
- Harry Potter és a Félvér Herceg (2009)
- Robin Hood (2010)
- The Wolfman (2010)
- Harry Potter és a Halál ereklyéi – első és második rész (2010/2011)
- Amerika Kapitány: Az első bosszúálló (2011)
- Hadak útján (2011)
- Sherlock Holmes 2. – Árnyjáték (2011)
- Éjsötét árnyék (2012)
- Hófehér és a vadász (2012)
- Jack the Giant Killer (2012)
- Thor: Sötét világ (2013)

## Fordítás
Ez a szócikk részben vagy egészben  a   Bourne Wood című angol Wikipédia-szócikk ezen változatának fordításán alapul.  Az eredeti cikk szerkesztőit annak laptörténete sorolja fel. Ez a jelzés csupán a megfogalmazás eredetét és a szerzői jogokat jelzi, nem szolgál a cikkben szereplő információk forrásmegjelöléseként.